# 강기훈 유서대필 의혹사건
강기훈 유서대필 조작사건(姜基勳 遺書代筆 造作事件)은 노태우 정권의 실정에 항의하는 분신이 잇따르는 가운데 1991년 5월 8일 당시 김기설 전국민족민주연합 사회부장의 분신자살 사건에 대해 검찰이 김기설의 친구였던 단국대학교 화학과 재학생 강기훈이 김기설의 유서를 대필하고 자살을 방조했다는 혐의로 기소해 처벌한 인권침해 사건이다.
한국기독교교회협의회 인권위원회(위원장 박광재 목사)는 1991년 8월 28일 분신자살한 김기설 유서대필 사건으로 기소된 강기훈에 대한 1차공판에 앞서 “재판부가 정의와 양심에 따른 공정한 재판을 통해 강기훈의 무죄를 입증해 줄 것을 기대한다 ”는 성명을 발표하면서 “검찰은 강기훈을 비롯한 재야단체의 도덕성을 실추시키고 자신들의 잘못을 은폐하기 위해 유죄판결을 끌어낼수 있도록 자살방조죄 이외에 국가보안법 위반혐의를 추가 기소하는 또 한번의 잘못을 저질렀다 우리는 누명을 쓰고 있는 강기훈의 인권과 명예회복을 위해 최선을 다할 것이다”고했다.
하지만 이 사건은 형법상 자살 관여죄에 대한 대법원 판결 가운데 실제로 죄로 인정된 유일한 판례였으며, 강기훈은 법원으로부터 목격자 등 직접적인 증거도 없이 국과수의 필적 감정결과와 정황에 따라 자살방조 및 국가보안법 위반으로 징역 3년에 자격정지 1년 6월을 선고받고 1994년 8월 17일 만기 출소했다.
하지만 사건 발생 16년 만인 2007년 11월 13일 대한민국 진실화해를위한과거사정리위원회는 제58차 전원위원회 회의에서 ‘강기훈 유서대필 의혹사건’에 대한 진실규명 결정을 내리고 국가의 사과와 재심 등의 조치를 취할 것을 권고했다.
이에 따라 2012년 대법원의 재심이 개시되었으며, 2014년 2월 13일 재심 판결에서 서울고등법원은 당시 검찰이 제시한 필적 감정이 신빙성이 없으며, 유서 대필 및 자살 방조에 대해 무죄로 재판결하면서, 자살방조죄와 같이 처벌받은 국가보안법 위반 부분에 대해서는 강기훈이 재심청구를 하지 않아서 국가보안법 위반 부분에 대해서만 따로 징역 1년 자격정지 1년의 형을 선고하였다. 이에 검찰이 판결에 불복하여 대법원에 상고하였고 2015년 5월14일 대법원은 검찰의 상고를 기각하고 재심에서 강기훈의 무죄를 선고한 원심을 확정했다.
재심 공판이 열린 2014년 1월 16일 서울고등법원 법정에서 강기훈은 최후진술에서 "무엇을 어떻게 표현해야할지 누구에게 욕을 해야할지 그것도 잘 모르겠다"면서 이 사건의 책임자들이라고 하면서 '강신욱, 신상규, 송명석, 남기춘, 임철, 곽상도, 윤석만, 박경순, 노원욱, 임대화, 부구욱, 박만호, 전재기, 정구영, 김기춘'의 이름을 읊었다.

## 시대 배경
1991년은 노태우 정권 집권 후반기로 공안통치와 3당 합당 등 정치적 격변기였고, 수서지구 특혜분양, 국회의원 뇌물외유, 대구 낙동강 페놀 방류 등 각종 비리사건이 발생하던 중 강경대 치사사건이 발생하자 이를 계기로 4.27 범국민대책회의가 결성되었고, 이 대책회의가 명동성당에서 완전히 철수하는 6월 29일까지 약 60여일간 전국에서 집회와 시위가 일어나 국민들의 민주화 요구가 매우 높았다.
4월 3일 경원대 천세용, 4월 29일 전남대 박승희, 5월 1일 안동대 김영균, 5월 8일 김기설(金基卨) 등이 분신, 투신, 의문사로 사망하여 이 기간동안 모두 13명이 사망하였다.
정권에 항의하는 분신이 연일 계속되자 일부 언론에서는 운동권 사이에 죽음을 찬미하는 소영웅주의 허무주의적 분위기가 집단 감염되듯 확산되고 있다며, 김지하는 “죽음의 굿판 당장 걷어치워라”는 글을 발표하고, 예수회 신부인 서강대학교 박홍 총장은 “지금 우리 사회에는 죽음을 선동하는 어둠의 세력이 있다”며 성경위에 손을 올리고 기자회견을 벌이기도 했다.
예수회 박홍 신부의 기자회견 이후부터 김기설 학생의 분신 자살에 배후가 있다는 보도가 언론에 도배질을 하기 시작했고, 강기훈(姜基勳) 전민련 총무부장의 이름이 등장했다. 검찰과 경찰은 합동으로 수사본부를 꾸려 대대적인 공안몰이 수사를 벌여 "강기훈 씨가 김 씨의 유서를 대신 썼다"며 강 씨를 구속기소했다.

## 사건 경과
김기설은 1991년 5월 8일 아침 8시 7분 경 서울 마포구 신수동 서강대학교 본관 5층 옥상에서 분신 후 16.5 미터 아래로 투신하여 아침 8시 25분 경 사망하였다. 옥상에서는 “단순하게 변혁 운동의 도화선이 되고자 함이 아닙니다. 역사의 이정표가 되고자 함은 더욱이 아닙니다……”로 시작되는 유서 2장이 발견되었다.
검찰은 강기훈을 유서대필자로 지목하여 국립과학수사연구소의 필적감정 결과를 근거로 자살방조 혐의와 이적단체 가입, 이적 표현물 소지 등의 혐의로 기소하여, 1992년 7월 24일 대법원에서 판결이 확정되었다.

## 검찰 주장
당시 검찰은 강기훈이 전국민족민주운동연합에 함께 근무하던 사회부장 김기설이 1991년 4월 26일 강경대 쇠파이프 치사사건 발생으로 재야 운동권 및 반정부 투쟁분위기가 조성되자 민중을 자극하여 고조된 반 정부 투쟁분위기를 더욱 확산시키기 위하여 분신자살을 계획한 것을 알고 김기설 명의의 유서 2매를 작성하여 분신자살을 방조했다고 주장했다.

## 재판 참여 인물
재판은 강기훈에게 유죄, 1심에서 징역3년 자격정지 1년 6월이 선고되어 3심에서 원심대로 확정되었으며, 재판에 참여한 인물은 다음과 같다.
| 직책              | 직책              | 참여자 |
| ----------------- | ----------------- | --- |
| 법원              | 서울 지방 법원    | 부장판사 노원욱(1936년 평북 선천), 배석판사 정일성(1958년), 이영대(1962년 서울)                                                         |
| 법원              | 서울 고등 법원    | 부장판사 임대화(1942년 충남 대덕), 판사 윤석종(1954년 서울), 부구욱(1952년 부산)                                                        |
| 법원              | 대법원            | 대법관 박우동(1934년 경남 함안), 대법관 김상원(1933년 경기 이천), 주심 대법관 박만호(1936년 경북 의성), 대법관 윤영철(1937년 전북 순창) |
| 대검찰청 (강력부) | 대검찰청 (강력부) | 총지휘 부장검사 강신욱(1944년 경북 경산), 주임검사 신상규(1949년 강원도 철원), 실무검사 송명석(1956년 서울), 윤석만(1957년 충남 대전)   |
| 변호사            | 변호사            | 김창국 등 변호인단 3 명 |

당시 법무부장관은 검사 출신 김기춘이었고, 그는 이후 박근혜 대통령의 비서실장을 지냈다. 당시 수사검사는 강신욱, 신상규, 송명석, 안종택, 남기춘, 임철, 곽상도, 윤석만, 박경순 검사 등 9명이다. 안종택 검사는 공안부 소속 검사로서 유서대필 부분 수사에는 관여하지 않고, 경찰에서 별도로 송치된 국가보안법 위반 사건만 추가 기소하였다.
강신욱 당시 강력부장은 대법관을 지내고 2007년 박근혜 대선캠프에서 법률지원특보단장을 역임했다. 신상규 검사는 동덕여대 이사장이고, 남기춘 검사 역시 박근혜 캠프에서 클린검증 소위원장을 맡았고, 곽상도 검사는 박근혜 후보의 ‘싱크탱크’로 알려진 국가미래연구원 발기인에 참여했다. 박근혜정부 청와대 민정수석을 지낸후 현재 대한법률구조공단 이사장을 맡고 있다.
윤석만 검사는 올해 대전지역에서 새누리당 예비후보로 출마했으며, 박근혜 후보를 지지하는 외곽 조직 대전희망포럼 대표로 있다. 임철 검사는 2008년 총선 당시 한나라당 후보로 나서기도 했다.

## 재판 결과
2015년 5월 14일 대법원은 필적 감정인이 었던 김형영이 1991년 5월과 7월 두 차례 낸 감정서에서 강씨가 단국대 화학과 재학 시절 쓴 화학노트 필적도 유서의 필적과 동일하다고 한 것도 신뢰하지 않았다.
감정인이 2007년 진실ㆍ화해를 위한 과거사정리위원회의 조사 당시 “화학노트의 경우 유서와 동일 필적의 특징을 찾기가 대단히 어려웠고, 유서와 단순하게 비교하면 상이한 점이 많았다”며 번복했기 때문이다. 대법원은 또 감정인이 혼자 필적 감정을 했으면서 국과수 소속 감정인 4명이 공동으로 유서를 심의한 것처럼 법정에서 위증한 것도 감정 결과를 믿기 어려운 근거로 지적했다.
재판부는 그러면서 “검사가 제출한 증거만으로 강씨가 유서를 대신 써 김기설씨의 자살을 방조했다는 공소사실이 합리적 의심의 여지가 없을 정도로 충분히 증명됐다고 볼 수 없다고 판시한 원심 판단은 정당하다”며 검찰의 상고를 기각했다.
그러나 대법원은 원심(서울고법)과 마찬가지로 감정 조작 여부나 유서 작성자를 판단하지 않은 채 사건을 마무리했다. 앞서 서울고법은 “강씨와 김기설씨 필적 감정결과와 유서 내용 등을 종합할 때, 이 사건 유서는 김씨가 직접 작성한 것일 가능성도 배제할 수 없다고 판단된다”고만 언급했다.
강씨가 24년 만에 누명을 벗게 된 데는 김기설씨의 친구가 2005년 경찰청 과거사위원회에 낸 김씨의 전대협 노트와 낙서장이 결정적이었다. 이를 토대로 2007년 국과수는 1991년 사건 때와 다른 결과를 내놓았고 이는 법정에서 강씨의 무죄로 연결됐다.

## 의혹 사항
강기훈은 검찰수사 과정에서 밤샘조사를 받았고, 참고인도 강압적으로 조사를 받는 등 고문가혹, 조작행위 의혹이 있고, 국과수가 문서감정 처리규정 등을 제대로 지키지 않고, 편파적인 필적감정을 했다는 의혹이 있다.

## 기타
1890년대 프랑스에서 유대인 장교 드레퓌스가 필적 때문에 석연찮게 반역죄로 몰려 종신형을 선고받자 에밀 졸라 등 당대 지식인들이 옹호하고 나섰던 것과 비유되어, 한국판 드레퓌스 사건으로 불렸다.
1992년 2월 11일 검찰이 유죄의 논거로 삼았던 필적 감정 책임자였던 국립과학수사연구소 김형영이 뇌물을 받고 허위감정을 한 혐의로 구속되었다.
2007년 11월 13일 진실화해를위한과거사정리위원회 재심 권고로 2009년 9월 서울고법은 재심청구를 받아들였고, 대법원은 2012년 10월 19일 재심을 결정했다. 대법원은 2015년 5월 14일에 강기훈 재심 무죄 확정 선고했다.
강씨는 다만 서울고법에서 국가보안법 위반 혐의에 대해서는 재심 대상이 아니라는 이유로 징역 1년에 자격정지 1년을 별도로 선고받았다

## 같이 보기
- 자살교사·방조죄